# Petunia patagonica
Petunia patagonica là loài thực vật có hoa trong họ Cà. Loài này được Millán miêu tả khoa học đầu tiên.